# Suga (Rapper)
Min Yoon-gi (Hangul: 민윤기; geboren 9. März 1993 in Daegu, Südkorea), auch bekannt als Suga oder Agust D, ist ein südkoreanischer Rapper, Songwriter und Musikproduzent. Er ist Mitglied der Boygroup BTS (Hangul: 방탄소년단), die 2010 von Big Hit Entertainment gegründet wurde und 2013 debütierte. 2016 brachte er sein erstes Solo-Mixtape Agust D heraus. Im Mai 2020 veröffentlichte er sein zweites Mixtape D-2, das auf Platz 11 der Billboard 200 einstieg, die bis dato höchste Chartplatzierung eines koreanischen Solo-Künstlers in den USA.
Suga ist als Songwriter und Produzent von über 100 Songs unter der Korea Music Copyright Association gelistet, unter anderem für den Song Wine der südkoreanischen Sängerin Suran, der Platz 2 auf dem Gaon Music Chart erreichte und bei den Melon Music Awards 2017 als Bester Soul/R&B Track of the Year ausgezeichnet wurde.

## Biografie
Min Yoon-gi wurde am 9. März 1993 in Daegu, Südkorea, als der Jüngere von zwei Söhnen geboren. Mit dem Song „Fly“ der südkoreanischen Hip-Hop-Gruppe Epik High entdeckte er seine Liebe zum Hip-Hop und begann, eigene Raptexte zu schreiben. Im Alter von 13 Jahren brachte er sich bei, Musik zu komponieren. 2019 produzierte er schließlich einen Song für die Vorbilder seiner eigenen Jugend – „Eternal Sunshine“ auf Epik Highs Album „Sleepless In__________“.
Vor seinem Debüt mit BTS war er als Underground-Rapper unter dem Künstlernamen Gloss tätig. Als Teil der Hip-Hop Crew D-Town schrieb er im Jahr 2010 den Song „518-062“, um an den Gwangju-Aufstand von 1980 zu erinnern. Im Alter von 17 Jahren nahm er an einem Rap Battle namens Hit it teil, bei dem Big Hit Entertainment auf ihn aufmerksam wurde. Im Jahr 2010 unterschrieb er einen Vertrag und trat dem Traineekader bei; damals noch in der Annahme, Behind-the-Scenes Musikproduzent für das Label zu werden. Aufgrund seiner Rap-Fähigkeiten überzeugte die Firma ihn, vor die Kamera zu wechseln. 2013 debütierte er, zusammen mit den sechs anderen Mitgliedern, als Teil der Gruppe BTS.

## Karriere

### Seit 2013: BTS
Am 13. Juni 2013 hatte Min Yoon-gi als Rapper Suga der Boygroup BTS sein Debüt bei M! Countdown des südkoreanischen Fernsehsenders Mnet mit dem Track „No More Dream“ des Debüt-Albums „2 Cool 4 Skool“. Seitdem schreibt und produziert er zahlreiche Songs für BTS, unter anderem die erfolgreichen Singles „Blood Sweat & Tears“, „DNA“ und „Fake Love“. Der Korea Music Copyright Association zufolge, wirkte Suga bei der Produktion von mehr als 85 Songs mit.

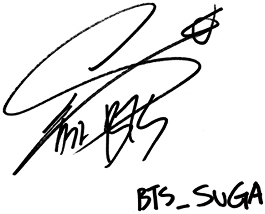
Sugas Unterschrift

Im Oktober 2018 verlieh der südkoreanische Präsident Moon Jae-in Suga und den restlichen Mitgliedern eine Medaille für ihren außergewöhnlichen Beitrag zur koreanischen Kultur und deren Weiterverbreitung. BTS sind die jüngsten und ersten Idols, die diese Medaille von der koreanischen Regierung erhielten.
Im Juni 2019 wurde Suga mit den restlichen Mitgliedern von BTS zum Mitglied der Recording Academy ernannt. Die Mitgliedschaft ermöglicht ihm unter anderem, bei der Wahl der Grammy-Gewinner abzustimmen.
2021 ernannte Präsident Moon Suga und die anderen Mitglieder zum „Presidential Special Envoy for Future Generations and Culture“ and lud sie ein, ihn zur 76. UN-Generalversammlung nach New York zu begleiten. BTS hielt damit, nach 2018 und 2020, zum dritten Mal eine offizielle Rede bei der UN.

### Seit 2016: Solo-Aktivitäten
Im August 2016 brachte Suga unter seinem Solokünstlernamen Agust D sein erstes Solo-Mixtape Agust D heraus. Der Name setzt sich zusammen aus Suga rückwärts gelesen (Agus) und t-D für „D-Town“, seine Heimatstadt Daegu. Das Album wurde gratis auf SoundCloud veröffentlicht. Er verzichtete dabei auf ein kommerzielles Studioalbum, um sich außerhalb eines gegebenen Rahmens künstlerisch frei entfalten zu können. Auf dem zehn Tracks umfassenden Mixtape spricht Suga offen über persönliche Themen wie seine Erfahrungen mit Depressionen und Sozialer Phobie, Themen, die in seinem Heimatland Korea als Tabuthemen gelten. Fuse TV nannte es eines der Top 20 Mixtapes des Jahres 2016. Für die Tracks Agust D und Give It To Me drehte er Musikvideos, die auf YouTube millionenfach angeklickt wurden. Während eines Fanevents präsentierte er zusammen mit seinem Bandkollegen Jimin den Song Tony Montana.
Am 14. September 2016 war er mit seinem Mixtape einer der fünf Künstler, die auf der wöchentlichen Ausgabe von Artists to Watch by Tidal vorgestellt wurden.
Im Rahmen der BTS Festa 2017, veröffentlichte er mit Bandkollegen Jin und Jungkook eine Version von So Far Away (ursprünglich mit Sängerin Suran auf seinem Mixtape).
Im Januar 2019 erschien Suga als Gast-Rapper in Sängerin Lee So-ras Lied Song Request. Der Song debütierte auf Platz 3 der Gaon Digital Charts und Platz 2 der Billboard World Songs mit 3000 Downloads in den Vereinigten Staaten.
Im Dezember 2019 veröffentlichte die amerikanische Sängerin und Songwriterin Halsey den Song Suga’s Interlude aus ihrem dritten Studioalbum Manic, welcher von Suga geschrieben wurde und in welchem er auch in großen Teilen zu hören ist.
Am 22. Mai 2020 veröffentlichte er (wieder unter dem Namen Agust D) sein zweites Solo-Mixtape D-2. Das Mixtape erreichte Platz 11 der Billboard 200. Für den Titeltrack 대취타 (Daechwita) drehte er ein Musikvideo, das im Zeitalter der südkoreanischen Joseon-Dynastie angesiedelt ist und visuell mit dem Kontrast zwischen Historie und Moderne spielt.
Am 15. September 2020 erschien Suga als Feature auf MAX' Song Blueberry Eyes.
Im Dezember 2021 erschien Suga als Feature des Songs Girl Of My Dreams des verstorbenen Rappers Juice Wrld auf dessen Post Mortem-Album Fighting Demons. Der Song stieg auf Nummer 1 des Billboard Digital Song Sales Chart (Liste der meistverkauften Songs in den Vereinigten Staaten) ein. Suga ist der erste koreanische Solo-Künstler, der diese Platzierung in den amerikanischen Charts jemals erreicht hat.
2023 erschien Sugas drittes Mixtape D-Day. 

#### Arbeit als Musikproduzent
2017 produzierte Suga erstmals einen Song für einen anderen Künstler als BTS. Das Lied Wine der koreanischen R&B-Sängerin Suran erreichte binnen Stunden die Spitze der koreanischen Charts, wofür sich die Sängerin bei Suga, dem Produzenten des Liedes, öffentlich bedankte. Bei den Melon Music Awards 2017 wurden die beiden für ihre Zusammenarbeit mit dem Hot Trend Award ausgezeichnet.
2019 produzierte Suga den Song Eternal Sunshine auf Epik Highs Album Sleepless in__________. Im Juli 2019 erschien Suga als Produzent und Songwriter auf der Single We Don't Talk Together der südkoreanischen Sängerin Heize. Im Mai 2020 erschien der von Suga und IU gemeinsam produzierte und aufgenommene Song Eight. Das Lied erreichte Platz 1 der koreanischen Gaon Charts und toppte die iTunes-Single-Charts in weltweit 59 Ländern.

## Privatleben
Seit 2019 wohnt er in Hannam-dong, Seoul, Südkorea.
2014 versprach er scherzhaft, seinen Fans Fleisch zu kaufen, falls er jemals als Musiker Erfolg haben sollte. Vier Jahre später, an seinem 25. Geburtstag, spendete er koreanisches Premium-Rindfleisch an 39 Waisenhäuser, unter dem Namen ARMY, dem Namen der BTS-Fangemeinde. Zu seinem 26. Geburtstag spendete er 329 BT21-Shooky-Puppen sowie 100 Millionen südkoreanischen Won (88.000 US-Dollar) an die koreanische Kinderkrebs-Organisation. Im Februar 2020 spendete er 100 Millionen südkoreanischen Won (88.000 US-Dollar) zur Hilfe gegen eine weitere Verbreitung des Coronavirus und für die Heilung von Betroffenen.
Suga spricht in Interviews immer wieder offen über mentale Gesundheit, die Gefahren von Schubladendenken und falschen Rollenzuschreibungen und setzt sich für eine Gesellschaft frei von Hass und Diskriminierung ein.

## Diskografie

### Studioalben
| Jahr | Titel Musiklabel            | Höchstplatzierung, Gesamtwochen, AuszeichnungChartplatzierungen (Jahr, Titel, Musiklabel, Platzierungen, Wochen, Auszeichnungen, Anmerkungen) | Höchstplatzierung, Gesamtwochen, AuszeichnungChartplatzierungen (Jahr, Titel, Musiklabel, Platzierungen, Wochen, Auszeichnungen, Anmerkungen) | Höchstplatzierung, Gesamtwochen, AuszeichnungChartplatzierungen (Jahr, Titel, Musiklabel, Platzierungen, Wochen, Auszeichnungen, Anmerkungen) | Höchstplatzierung, Gesamtwochen, AuszeichnungChartplatzierungen (Jahr, Titel, Musiklabel, Platzierungen, Wochen, Auszeichnungen, Anmerkungen) | Höchstplatzierung, Gesamtwochen, AuszeichnungChartplatzierungen (Jahr, Titel, Musiklabel, Platzierungen, Wochen, Auszeichnungen, Anmerkungen) | Höchstplatzierung, Gesamtwochen, AuszeichnungChartplatzierungen (Jahr, Titel, Musiklabel, Platzierungen, Wochen, Auszeichnungen, Anmerkungen) | Anmerkungen                                                             |
| Jahr | Titel Musiklabel            | KR | DE | AT | CH | UK | US | Anmerkungen                                                             |
| ---- | --------------------------- | --- | --- | --- | --- | --- | --- | ----------------------------------------------------------------------- |
| 2020 | D-2 Big Hit Entertainment   | — | — | AT4 (1 Wo.)AT | CH5 (1 Wo.)CH | UK7 (1 Wo.)UK | US11 (1 Wo.)US | Erstveröffentlichung: 22. Mai 2020 als Agust D                          |
| 2023 | D-Day Big Hit Entertainment | KR1 Diamant · (… Wo.)KR | DE3 (5 Wo.)DE | AT2 (3 Wo.)AT | CH2 (5 Wo.)CH | UK41 (1 Wo.)UK | US2 (6 Wo.)US | Erstveröffentlichung: 21. April 2023 Verkäufe: + 1.000.000; als Agust D |

### Mixtapes
- 2016: Agust D (Big Hit Entertainment)

### Singles
| Jahr | Titel Album                                 | Höchstplatzierung, Gesamtwochen, AuszeichnungChartplatzierungen (Jahr, Titel, Album, Platzierungen, Wochen, Auszeichnungen, Anmerkungen) | Höchstplatzierung, Gesamtwochen, AuszeichnungChartplatzierungen (Jahr, Titel, Album, Platzierungen, Wochen, Auszeichnungen, Anmerkungen) | Höchstplatzierung, Gesamtwochen, AuszeichnungChartplatzierungen (Jahr, Titel, Album, Platzierungen, Wochen, Auszeichnungen, Anmerkungen) | Höchstplatzierung, Gesamtwochen, AuszeichnungChartplatzierungen (Jahr, Titel, Album, Platzierungen, Wochen, Auszeichnungen, Anmerkungen) | Anmerkungen                                                                       |
| Jahr | Titel Album                                 | KR | CH | UK | US | Anmerkungen                                                                       |
| --- | ------------------------------------------- | --- | --- | --- | --- | --------------------------------------------------------------------------------- |
| 2019 | Song Request (신청곡) –                     | KR3 (… Wo.)KR | — | — | — | Erstveröffentlichung: 22. Januar 2019 Verkäufe: + 3.000; Lee So-ra feat. Suga     |
| 2019 | Suga’s Interlude Manic                      | KR194 (1 Wo.)KR | — | — | — | Promo-Single Erstveröffentlichung: 6. Dezember 2019 Verkäufe: + 9.100; mit Halsey |
| 2020 | Daechwita D-2                               | — | — | UK68 (1 Wo.)UK | US76 (1 Wo.)US | Erstveröffentlichung: 22. Mai 2020 Verkäufe: + 17.000; als Agust D                |
| 2020 | Eight –                                     | KR1 ×2Doppelplatin (Streaming) · (… Wo.)KR                                                                                               | — | — | — | Erstveröffentlichung: 6. Mai 2020 Verkäufe: + 7.000; IU prod. featuring Suga      |
| 2021 | Girl of My Dreams Fighting Demons           | — | — | — | US29 (1 Wo.)US | Promo-Single Erstveröffentlichung: 10. Dezember 2021 Juice Wrld feat. Suga        |
| 2022 | That That Psy 9th                           | KR1 Platin (Streaming) · (50 Wo.)KR | CH98 (1 Wo.)CH | UK61 (1 Wo.)UK | US80 (1 Wo.)US | Erstveröffentlichung: 29. April 2022 Psy feat. Suga                               |
| 2023 | Haegeum D-Day                               | KR69 (7 Wo.)KR | — | UK77 (1 Wo.)UK | US58 (1 Wo.)US | Erstveröffentlichung: 21. April 2023                                              |
| Folgende Lieder erschienen nicht als Single, wurden aber durch das Album zum Download und Streaming bereitgestellt und konnten somit eine Platzierung erlangen: |                                             | | | | |                                                                                   |
| |                                             | | | | |                                                                                   |
| 2016 | First Love Wings                            | KR32 (1 Wo.)KR | — | — | — | Verkäufe: + 103.240                                                               |
| 2018 | Trivia 轉: Seesaw Love Yourself 結 'Answer' | KR39 (8 Wo.)KR | — | — | — | Verkäufe: + 11.000                                                                |

### Inoffizielle Titel und Cover
| Jahr | Titel                           | Mitwirkende Künstler | Originaler Track                                        |
| ---- | ------------------------------- | -------------------- | ------------------------------------------------------- |
| 2012 | „A Typical Trainee’s Christmas“ | RM, Jin              | Kanye West – Christmas in Harlem Wham! – Last Christmas |
| 2013 | „School of Tears“               | RM, Jin              | Kendrick Lamar – Swimming Pools                         |
| 2013 | „Adult Child“                   | RM, Jin              | Common – Celebrate                                      |

## Songwriting und Produktion
Alle Angaben nach der Korea Music Copyright Association, falls nicht anders belegt.
| Jahr | Künstler             | Titel                                       | Album                                            | Rolle                             |
| ---- | -------------------- | ------------------------------------------- | ------------------------------------------------ | --------------------------------- |
| 2013 | BTS                  | We Are Bulletproof Pt.2                     | 2 Cool 4 Skool                                   | Co-Texter & Komponist             |
| 2013 | BTS                  | No More Dream                               | 2 Cool 4 Skool                                   | Co-Texter & Komponist             |
| 2013 | BTS                  | I Like It                                   | 2 Cool 4 Skool                                   | Co-Texter & Komponist             |
| 2013 | BTS                  | Outro: Circle Room Cypher                   | 2 Cool 4 Skool                                   | Co-Texter & Komponist             |
| 2013 | BTS                  | Road                                        | 2 Cool 4 Skool                                   | Co-Texter & Komponist & Produzent |
| 2013 | BTS                  | We On                                       | O!RUL8,2?                                        | Co-Texter & Komponist             |
| 2013 | BTS                  | Coffee                                      | O!RUL8,2?                                        | Co-Texter & Komponist             |
| 2013 | BTS                  | BTS Cypher, Pt.1                            | O!RUL8,2?                                        | Co-Texter & Komponist             |
| 2013 | BTS                  | Attack On Bangtan                           | O!RUL8,2?                                        | Co-Texter & Komponist             |
| 2013 | BTS                  | Paldogangsan                                | O!RUL8,2?                                        | Co-Texter & Komponist             |
| 2014 | BTS                  | Intro: Skool Luv Affair                     | Skool Luv Affair                                 | Co-Texter & Komponist             |
| 2014 | BTS                  | Boy In Luv                                  | Skool Luv Affair                                 | Co-Texter & Komponist             |
| 2014 | BTS                  | Where Did You Come From                     | Skool Luv Affair                                 | Co-Texter & Komponist             |
| 2014 | BTS                  | Just One Day                                | Skool Luv Affair                                 | Co-Texter & Komponist             |
| 2014 | BTS                  | Tomorrow                                    | Skool Luv Affair                                 | Co-Texter & Komponist & Produzent |
| 2014 | BTS                  | BTS Cypher, Pt 2: Triptych                  | Skool Luv Affair                                 | Co-Texter & Komponist             |
| 2014 | BTS                  | Spine Breaker                               | Skool Luv Affair                                 | Co-Texter & Komponist             |
| 2014 | BTS                  | Jump                                        | Skool Luv Affair                                 | Co-Texter & Komponist & Produzent |
| 2014 | BTS                  | Miss Right                                  | Skool Luv Affair (Special Edition)               | Co-Texter & Komponist             |
| 2014 | BTS                  | I Like It (Slow Jam Remix)                  | Skool Luv Affair (Special Edition)               | Co-Texter & Komponist             |
| 2014 | BTS                  | 24/7 Heaven                                 | Dark & Wild                                      | Co-Texter & Komponist             |
| 2014 | BTS                  | 2nd Grade                                   | Dark & Wild                                      | Co-Texter & Komponist             |
| 2014 | BTS                  | Cypher Pt. 3: KILLER                        | Dark & Wild                                      | Co-Texter & Komponist             |
| 2014 | BTS                  | Danger                                      | Dark & Wild                                      | Co-Texter & Komponist             |
| 2014 | BTS                  | Let Me Know                                 | Dark & Wild                                      | Co-Texter & Komponist & Produzent |
| 2014 | BTS                  | Rain                                        | Dark & Wild                                      | Co-Texter & Komponist             |
| 2014 | BTS                  | Look Here                                   | Dark & Wild                                      | Co-Texter & Komponist             |
| 2014 | BTS                  | 이불킥 (Blanket Kick/Embarrassed)           | Dark & Wild                                      | Co-Texter & Komponist             |
| 2014 | BTS                  | Could You Turn Off Your Cell Phone?         | Dark & Wild                                      | Co-Texter & Komponist             |
| 2014 | BTS                  | War Of Hormone                              | Dark & Wild                                      | Co-Texter & Komponist             |
| 2014 | BTS                  | Hip Hop Phile                               | Dark & Wild                                      | Co-Texter & Komponist             |
| 2015 | BTS                  | Intro: The Most Beautiful Moment In Life    | The Most Beautiful Moment in Life, Pt. 1         | Co-Texter & Komponist & Produzent |
| 2015 | BTS                  | Hold Me Tight                               | The Most Beautiful Moment in Life, Pt. 1         | Co-Texter & Komponist             |
| 2015 | BTS                  | Dope                                        | The Most Beautiful Moment in Life, Pt. 1         | Co-Texter & Komponist             |
| 2015 | BTS                  | Boyz With Fun                               | The Most Beautiful Moment in Life, Pt. 1         | Co-Texter & Komponist & Produzent |
| 2015 | BTS                  | Converse High                               | The Most Beautiful Moment in Life, Pt. 1         | Co-Texter & Komponist             |
| 2015 | BTS                  | Moving On                                   | The Most Beautiful Moment in Life, Pt. 1         | Co-Texter & Komponist             |
| 2015 | BTS                  | Intro: Never Mind                           | The Most Beautiful Moment in Life, Pt. 2         | Co-Texter & Komponist             |
| 2015 | BTS                  | Run                                         | The Most Beautiful Moment in Life, Pt. 2         | Co-Texter & Komponist             |
| 2015 | BTS                  | Whalien 52                                  | The Most Beautiful Moment in Life, Pt. 2         | Co-Texter & Komponist             |
| 2015 | BTS                  | Ma City                                     | The Most Beautiful Moment in Life, Pt. 2         | Co-Texter & Komponist             |
| 2015 | BTS                  | Autumn Leaves                               | The Most Beautiful Moment in Life, Pt. 2         | Co-Texter & Komponist & Produzent |
| 2016 | BTS                  | Save Me                                     | The Most Beautiful Moment in Life: Young Forever | Co-Texter & Komponist             |
| 2016 | BTS                  | FIRE                                        | The Most Beautiful Moment in Life: Young Forever | Co-Texter & Komponist             |
| 2016 | BTS                  | Epilogue: Young Forever                     | The Most Beautiful Moment in Life: Young Forever | Co-Texter & Komponist             |
| 2016 | BTS                  | Intro ; Dt sugA (Feat. DJ Friz)             | Agust D                                          | Co-Texter & Komponist & Produzent |
| 2016 | BTS                  | Agust D                                     | Agust D                                          | Co-Texter & Komponist & Produzent |
| 2016 | BTS                  | give it to me                               | Agust D                                          | Co-Texter & Komponist & Produzent |
| 2016 | BTS                  | skit                                        | Agust D                                          | Co-Texter & Komponist & Produzent |
| 2016 | BTS                  | 치리사일사팔 (724148)                       | Agust D                                          | Co-Texter & Komponist & Produzent |
| 2016 | BTS                  | 140503 새벽에 (140503 at dawn)              | Agust D                                          | Co-Texter & Komponist & Produzent |
| 2016 | BTS                  | 마지막 (The Last)                           | Agust D                                          | Co-Texter & Komponist & Produzent |
| 2016 | BTS                  | Tony Montana (Feat. Yankie)                 | Agust D                                          | Co-Texter & Komponist & Produzent |
| 2016 | BTS                  | Interlude ; Dream, Reality                  | Agust D                                          | Co-Texter & Komponist & Produzent |
| 2016 | BTS                  | so far away (Feat. 수란 (SURAN))            | Agust D                                          | Co-Texter & Komponist & Produzent |
| 2016 | BTS                  | Blood Sweat & Tears                         | Wings                                            | Co-Texter & Komponist             |
| 2016 | BTS                  | First Love                                  | Wings                                            | Co-Texter & Komponist & Produzent |
| 2016 | BTS                  | BTS Cypher 4                                | Wings                                            | Co-Texter & Komponist             |
| 2016 | BTS                  | 2! 3!                                       | Wings                                            | Co-Texter & Komponist             |
| 2016 | BTS                  | Interlude: Wings                            | Wings                                            | Co-Texter & Komponist             |
| 2017 | BTS                  | Outro: Wings                                | You Never Walk Alone                             | Co-Texter & Komponist             |
| 2017 | BTS                  | Spring Day                                  | You Never Walk Alone                             | Co-Texter & Komponist             |
| 2017 | BTS                  | A Supplementary Story: You Never Walk Alone | You Never Walk Alone                             | Co-Texter & Komponist             |
| 2017 | Suran                | Wine / If I Get Drunk Today                 | Walkin'                                          | Co-Texter & Komponist & Produzent |
| 2017 | Suran                | Wine / If I Get Drunk Today (Inst.)         | Walkin'                                          | Produzent                         |
| 2017 | BTS                  | Best Of Me                                  | Love Yourself 承 ’Her‘                           | Co-Texter & Komponist             |
| 2017 | BTS                  | Pied Piper                                  | Love Yourself 承 ’Her‘                           | Co-Texter & Komponist             |
| 2017 | BTS                  | DNA                                         | Love Yourself 承 ’Her‘                           | Co-Texter & Komponist             |
| 2017 | BTS                  | Outro: Her                                  | Love Yourself 承 ’Her‘                           | Co-Texter & Komponist & Produzent |
| 2017 | BTS                  | Sea                                         | Love Yourself 承 ’Her‘                           | Co-Texter & Komponist             |
| 2018 | BTS                  | Intro: Ringwanderung                        | Face Yourself                                    | Co-Texter & Komponist             |
| 2018 | BTS                  | 134340                                      | Love Yourself 轉 ‘Tear’                          | Co-Texter & Komponist             |
| 2018 | BTS                  | Anpanman                                    | Love Yourself 轉 ‘Tear’                          | Co-Texter & Komponist             |
| 2018 | BTS                  | Paradise                                    | Love Yourself 轉 ‘Tear’                          | Co-Texter & Komponist             |
| 2018 | BTS                  | Love Maze                                   | Love Yourself 轉 ‘Tear’                          | Co-Texter & Komponist             |
| 2018 | BTS                  | Magic Shop                                  | Love Yourself 轉 ‘Tear’                          | Co-Texter & Komponist             |
| 2018 | BTS                  | Airplane, Pt. 2                             | Love Yourself 轉 ‘Tear’                          | Co-Texter & Komponist             |
| 2018 | BTS                  | So What                                     | Love Yourself 轉 ‘Tear’                          | Co-Texter & Komponist             |
| 2018 | BTS                  | Outro: Tear                                 | Love Yourself 轉 ‘Tear’                          | Co-Texter & Komponist             |
| 2018 | RM, Suga, J-Hope     | 땡(DDAENG)                                  | FESTA 2018                                       | Co-Texter & Komponist & Produzent |
| 2018 | BTS                  | 봄날 (Brit Rock Remix For 가요대축제)       | FESTA 2018                                       | Co-Texter & Komponist             |
| 2018 | BTS                  | Trivia 轉: Seesaw                           | Love Yourself 結 ’Answer’                        | Co-Texter & Komponist & Produzent |
| 2018 | BTS                  | I'm Fine                                    | Love Yourself 結 ’Answer’                        | Co-Texter & Komponist             |
| 2018 | BTS                  | Answer: Love Myself                         | Love Yourself 結 ’Answer’                        | Co-Texter & Komponist             |
| 2018 | BTS                  | DNA (PEDAL 2 LA MIX)                        | Love Yourself 結 ’Answer’                        | Co-Texter & Komponist             |
| 2018 | BTS                  | Seesaw X I NEED U REMIX                     |                                                  | Co-Texter & Komponist & Produzent |
| 2019 | Lee So-ra feat. SUGA | Song Request                                |                                                  | Co-Texter & Komponist             |
| 2019 | Epik High            | Eternal Sunshine                            | Sleepless in__________                           | Produzent                         |
| 2019 | BTS                  | Dionysus                                    | Map of the Soul: Persona                         | Co-Texter & Komponist             |
| 2019 | BTS                  | HOME                                        | Map of the Soul: Persona                         | Co-Texter & Komponist             |
| 2019 | BTS                  | Make It Right                               | Map of the Soul: Persona                         | Co-Texter & Komponist             |
| 2019 | BTS                  | Mikrokosmos                                 | Map of the Soul: Persona                         | Co-Texter & Komponist             |
| 2019 | BTS                  | Boy With Luv                                | Map of the Soul: Persona                         | Co-Texter & Komponist             |
| 2019 | Heize                | We Don't Talk Together                      |                                                  | Co-Texter & Komponist & Produzent |
| 2020 | BTS                  | Interlude: Shadow                           | Map of the Soul: 7                               | Co-Texter & Komponist & Produzent |
| 2020 | BTS                  | Louder Than Bombs                           | Map of the Soul: 7                               | Co-Texter & Komponist             |
| 2020 | BTS                  | ON                                          | Map of the Soul: 7                               | Co-Texter & Komponist             |
| 2020 | BTS                  | UGH!                                        | Map of the Soul: 7                               | Co-Texter & Komponist             |
| 2020 | BTS                  | Respect                                     | Map of the Soul: 7                               | Co-Texter & Komponist & Produzent |
| 2020 | BTS                  | We Are Bulletproof: The Eternal             | Map of the Soul: 7                               | Co-Texter & Komponist             |
| 2020 | BTS                  | ON (featuring Sia)                          | Map of the Soul: 7                               | Co-Texter & Komponist             |
| 2020 | IU feat. Suga        | Eight                                       |                                                  | Co-Texter & Komponist & Produzent |
| 2020 | Halsey feat. Suga    | Suga's Interlude                            | Manic                                            | Co-Texter & Komponist & Produzent |
| 2020 | MAX feat. Suga       | Blueberry Eyes                              | Color Vision                                     | Co-Texter & Komponist             |
| 2020 | Suga (Agust D)       | Moonlight                                   | D-2                                              | Co-Texter & Komponist & Produzent |
| 2020 | Suga (Agust D)       | Burn it feat.Max                            | D-2                                              | Co-Texter & Komponist & Produzent |
| 2020 | Suga (Agust D)       | Dear my friend feat. Kim Jong Wan           | D-2                                              | Co-Texter & Komponist & Produzent |
| 2020 | Suga (Agust D)       | Daechwita                                   | D-2                                              | Co-Texter & Komponist & Produzent |
| 2020 | Suga (Agust D)       | People                                      | D-2                                              | Co-Texter & Komponist & Produzent |
| 2020 | Suga (Agust D)       | 28 feat. NiiHWA                             | D-2                                              | Co-Texter & Komponist & Produzent |
| 2020 | Suga (Agust D)       | Interlude:Set me free                       | D-2                                              | Co-Texter & Komponist & Produzent |
| 2020 | Suga (Agust D)       | Strange feat. RM                            | D-2                                              | Co-Texter & Komponist             |
| 2020 | Suga (Agust D)       | What do you Think?                          | D-2                                              | Co-Texter & Komponist             |
| 2020 | Suga (Agust D)       | Honsool                                     | D-2                                              | Co-Texter & Komponist & Produzent |

## Auszeichnungen

### Melon Music Awards
| Jahr | Empfänger   | Preis     | Ergebnis |
| ---- | ----------- | --------- | -------- |
| 2017 | Suga (Wine) | Hot Trend | Gewonnen |

### Mnet Asian Music Awards
| Jahr | Empfänger                           | Preis              | Ergebnis |
| ---- | ----------------------------------- | ------------------ | -------- |
| 2019 | Song Request (Suga feat. Lee So-ra) | Best Collaboration | Gewonnen |